# Atmosphäre (Ästhetik)
Atmosphäre wird insbesondere in der Ästhetik und der Phänomenologie etwa gleichbedeutend mit Stimmung oder Aura gebraucht und bezeichnet
- aus rezeptionstheoretischer Sicht eine subjektive Stimmung, die sozial und von der äußeren Umgebung vermittelt wird, oder
- eine objektive Eigenschaft einer Umgebung, die sich nicht allein auf einen einzelnen Gegenstand zurückführen lässt, sondern auf die Art der Zusammenstellung dieser Umgebung. Atmosphären werden in diesem Zusammenhang von Gernot Böhme wegen ihrer Reproduzierbarkeit, d. h. ihrer stets ähnlichen Wirkung auf verschiedene Menschen, als objektive Gegebenheiten aufgefasst.

## Begriffsgebrauch im Zusammenhang
Der Begriff der Atmosphäre wird einerseits im Kunstdiskurs gebraucht, andererseits als Fachterminus in einigen jüngeren ästhetischen Theorien verwendet, besonders in der ökologischen Naturästhetik.
Der Begriff Atmosphäre wird im Kontext sowohl einer Ästhetik der Natur, insbesondere der Landschaft, als auch der bildenden Kunst verwendet. Er kann sich also z. B. auf Stimmungen beziehen, die durch Zeit, Wetter, Architektur und Vegetation vermittelt sind, aber auch durch soziale Konstellationen oder die Gestaltung eines Kunstwerks. In letzterem Fall vermittelt der Begriff der Atmosphäre Gesichtspunkte der Produktions- und Werk- sowie der Rezeptionsästhetik. Dabei geht es vor allem darum, nicht nur semiotisch die Bedeutungsbestandteile des Kunstwerks selber zu erfassen, sondern vor allem die Stimmungswerte im Ausstellungs- oder Galerieraum, die vom Kunstwerk (mit)geprägt werden. Um die Atmosphäre sprachlich fassen und erforschen zu können, werden qualitative Methoden der Feldforschung genutzt.
Der Kieler Philosoph Hermann Schmitz hat „Atmosphäre“ als phänomenologischen Begriff etabliert. Mit seinem kontrovers diskutierten Vorschlag, Gefühle als „räumlich ergossene Atmosphären“ zu bestimmen, nimmt der Begriff eine zentrale Stellung in seiner Neuen Phänomenologie ein. Gernot Böhme, der sich an Schmitz’ phänomenologische Beobachtungen anlehnt, jedoch in Kernfragen mit diesem nicht übereinstimmt, übersetzt die komplexe Leibphänomenologie des Philosophen in eine Ästhetik der Atmosphären. Ausgangspunkt ist eine phänomenologische Anthropologie, welche den Menschen als leibliches Sinnenwesen in besonderem Maße in ökologische Kontexte eingebunden sieht. Entsprechend stehen in einer allgemeinen Theorie sinnlicher Wahrnehmung „Beziehungen zwischen Umgebungsqualitäten und den Befindlichkeiten“ im Mittelpunkt. Er bezieht sich dabei auf Impulse von Martin Heidegger und Maurice Merleau-Ponty, stellt aber vor allem Schmitz’ Theorie der Leiblichkeit bzw. des „eigenleiblichen Spürens“ in den Mittelpunkt, in der die Atmosphäre eines der Schlüsselkonzepte darstellt. Das Atmosphärenverständnis von Schmitz hat zudem Eingang in einige andere Disziplinen wie Medizin, Architektur, Wirtschaftswissenschaft oder Soziologie gefunden.
Walter Benjamins Begriff der Aura kann als Vorgängerbegriff der „Atmosphäre“ verstanden werden. In ihm sind zwei Wahrnehmungsweisen angelegt und unterschieden, die als Wahrnehmungsmodi von Atmosphären gelten dürfen: das Auraatmen und die Blickbelehnung.
In Anlehnung an Gernot Böhmes phänomenologisch-aisthetisches Verständnis von Atmosphären als leiblichem Spüren von Bewegungsräumen entwickelt Martina Löw einen raumsoziologischen Atmosphärenbegriff. Sie konzipiert Atmosphären als die unsichtbare Seite sozial konstituierter Räume. Das Spüren von Atmosphären ist, unter Bezugnahme auf Pierre Bourdieus Feldtheorie, als Ausdruck habitueller Handlungsgebote und -verbote zu verstehen, wodurch ihre Wahrnehmung klassenspezifisches Verhalten in sozialen Räumen strukturiert. Löw betont damit den Aspekt des sozialen und kulturellen Einflusses auf den jeweiligen Gehalt des Atmosphärenerlebens.
In seinen kunstsoziologischen Auseinandersetzungen leitet Niklas Luhmann das Entstehen von Atmosphären systemtheoretisch her. Eine beispielsweise durch ein Kunstwerk besetzte Raumstelle stellt nicht nur das Objekt in einen kommunikativen Zusammenhang, sondern kommuniziert darüber hinaus auch den Raum an sich als Medium für Formbildung, als Kontinuum möglicher kommunikativer Besetzungsstellen. Atmosphären entstehen nach Luhmann als „Überschuss der Stellendifferenz“, der sich mit der Selektion einer Raumstelle ergibt und auf die Kontingenz des Raumes als der anderen Seite seiner konkreten Form hinweist.
Eine über die phänomenologische Beschreibung hinausgehende, an der Prozessphilosophie und dem Embodiment orientierte Weiterentwicklung des Begriffs Atmosphäre schlägt Davor Löffler vor. Atmosphären, die sich metaphorisch gesprochen in einer Art Bewusstseinsfärbung äußern, stellen neben Emotionen und Stimmungen eine eigenständige Kognitionsart dar. Atmosphären werden durch die Wahrnehmung realer oder imaginärer Situationen hervorgerufen und informieren als Kognitionsform über die in Situationen enthaltenen möglichen zukünftigen Befindlichkeiten. Im Spüren von Atmosphären drücken sich im Latenten verborgene Bereitschaftspotentiale des Leibes aus, sie machen zukünftige Kopplungsweisen zwischen Organismus und Umwelt spürbar. Diesem Verständnis nach entsteht das Erleben von Atmosphären nicht nur als Vermittlungsebene zwischen dualistisch gefassten Subjekten und Objekten in einer statischen Gegenwart. Sie vermitteln als Gespür für projizierte Situationsverläufe und mögliche zukünftige Interaktionen zwischen konkreten Situationen und potentiellen Zukünften des dynamischen Leib-Welt-Verhältnisses. Diese Konzeptualisierung von Atmosphären als Kognitionsart für potentielle Zukünfte verbindet somit klassische Fragestellungen der Ästhetik mit neueren bewusstseinstheoretischen Konzepten wie dem „Predictive Coding“ Karl Fristons. Bezogen auf die Weltoffenheit und Zeitlichkeit des Menschen kommt dem Phänomen Atmosphäre der Rang einer conditio humana zu, da Atmosphären vorbewusst Handlungen und Handlungsbereitschaften katalysieren und sich durch sie Weltverhältnisse erst realisieren.